# هرستپیرپوینت
هرستپیرپوینت (به انگلیسی: Hurstpierpoint) یک روستا در بریتانیا است که در Hurstpierpoint and Sayers Common واقع شده‌است.